# Jolanta Brach-Czaina
Jolanta Brach-Czaina (* in Warschau; † 16. März 2021) war eine polnische Philosophin und Professorin an der SWPS Uniwersytet Humanistycznospołeczny.

## Leben
Brach-Czaina studierte Philosophie und Physik in Warschau sowie Regie in Paris. Sie habilitierte 1997. Sie war von 2000 bis 2002 Jurymitglied des Nike-Literaturpreises.

## Publikationen (Auswahl)
- Na drogach dwudziestowiecznej myśli teatralnej, 1975
- Etos nowej sztuki, 1984
- Estetyka pragnień, 1988
- Twórczy odbiór sztuki, 1992
- Szczeliny istnienia, 1992
  - Spalten im Sein: ein philosophisches Fragment, 1995
- Primum philosophari, 1993
- Od kobiety do mężczyzn i z powrotem: rozważania o płci w kulturze, 1997
- Błony umysłu, 2003